# Ernst Atis-Clotaire
Ernst Atis-Clotaire est un footballeur franco-haïtien né le 9 décembre 1977 à Port-au-Prince. Il évolue au poste de défenseur latéral ou de milieu de terrain du milieu des années 1990 au début des années 2000.
Formé à l'AS Monaco, il joue ensuite à l'AC Ajaccio puis rejoint les rangs amateurs où il termine sa carrière en 2003.
Avec l'équipe de France junior, il remporte le Championnat d'Europe des moins de 19 ans en 1996. Il rejoint ensuite la sélection haïtienne avec qui il dispute onze rencontres.

## Biographie
Ernst Atis-Clotaire commence le football à l'AAS Sarcelles et est préformé à l'INF Clairefontaine avant d'être repéré par l'AS Monaco. Il rejoint le centre de formation monégasque en 1993 et devient un des grands espoirs du club. Lors de la saison 1994-1995, il dispute cinq rencontres avec l'équipe réserve du club. Il connaît à la même période toutes les sélections en équipe de France de jeunes et en 1996, il remporte le Championnat d'Europe des moins de 19 ans avec ses coéquipiers de l'équipe de France junior.
Il fait ses débuts en équipe première en Coupe de la Ligue, le 17 janvier 1996, lors d'un match comptant pour les huitièmes de finale, disputé face à l'AJ Auxerre. Il entre en jeu à la 77e minute de la rencontre, remportée deux buts à zéro, en remplacement d'Enzo Scifo. Il connaît la même saison sa seule et unique apparition en championnat lors de la 37e journée. Dans ce match opposant l'ASM au RC Strasbourg, il entre en jeu à la 78e minute en remplacement de Bruno Irles. Les deux saisons suivantes, il ne joue qu'en équipe réserve et connaît deux sélections en équipe de France des moins de 20 ans lors des Jeux de la Francophonie 1997.
Non conservé par l'ASM, il s'engage en 1998-1999 avec l'AC Ajaccio en division 2. Il dispute dix-huit rencontres avec le club ajaccien mais n'est conservé en fin de saison. La même année, il rejoint la sélection haïtienne et dispute quatre rencontres avec son pays d'origine dont la demi-finale de la Coupe caribéenne 1999 perdue six buts à un face à Trinité-et-Tobago. Ernst Atis-Clotaire rejoint alors l'AC Cambrai qui vient d'être promu en championnat de France amateur. Il joue vingt-deux rencontres pour trois buts marqués dans un championnat que le club cambrésien termine à la dix-huitième et dernière place. Il dispute également avec Haïti, la Gold Cup 2000. Placée dans le groupe B, la sélection s'incline face aux États-Unis, trois à zéro, puis obtient le match nul face au Pérou, un but partout, et termine troisième et non qualifiée.
Après une saison sans club, il signe en 2001 au SC Draguignan, club de CFA où il joue vingt-deux rencontres. Avec la sélection, il dispute la Gold Cup 2002 ou Haïti est éliminé en quarts de finale par le Costa Rica. Il rejoint la saison suivante l'US Saint-Georges-les-Ancizes, autre club de CFA, où il dispute vingt-deux rencontres puis met, en fin de championnat, un terme à sa carrière et, devient électricien en travaux publics, à Saint-Ouen.

## Palmarès
Ernst Atis-Clotaire remporte avec l'équipe de France junior le Championnat d'Europe des moins de 19 ans en 1996.
Il compte onze sélections avec l'équipe d'Haïti et dispute avec elle la Gold Cup 2000 et 2002.

## Statistiques
| Saison                | Club                         | Championnat           | Championnat | Championnat | Coupe nationale | Coupe nationale | Coupe de la Ligue | Coupe de la Ligue | Total | Total |
| Saison                | Club                         | Division              | M.          | B.          | M.              | B.              | M.                | B.                | M.    | B.    |
| 1995-1996             | AS Monaco                    | Division 1            | 1           | 0           | -               | -               | 1                 | 0                 | 2     | 0     |
| 1996-1997             | AS Monaco                    | Division 1            | -           | -           | -               | -               | -                 | -                 | 0     | 0     |
| 1997-1998             | AS Monaco                    | Division 1            | -           | -           | -               | -               | -                 | -                 | 0     | 0     |
| 1998-1999             | AC Ajaccio                   | Division 2            | 18          | 0           | -               | -               | -                 | -                 | 18    | 0     |
| 1999-2000             | AC Cambrai                   | CFA                   | 22          | 3           | -               | -               | -                 | -                 | 22    | 3     |
| 2000-2001             | sans club                    | -                     | -           | -           | -               | -               | -                 | -                 | 0     | 0     |
| 2001-2002             | SC Draguignan                | CFA                   | 22          | 0           | -               | -               | -                 | -                 | 22    | 0     |
| 2002-2003             | US Saint-Georges-les-Ancizes | CFA                   | 22          | 1           | -               | -               | -                 | -                 | 22    | 1     |
| Total sur la carrière | Total sur la carrière        | Total sur la carrière | 85          | 4           | -               | -               | 1                 | 0                 | 86    | 4     |